# Gouden Pijl
De Gouden Pijl is een wielercriterium dat vanaf 1976 in Emmen wordt gereden. De wedstrijd behoort met bezoekersaantallen van enkele tienduizenden tot de grootste criteriums van Nederland. De Gouden Pijl werd elk jaar op de tweede dinsdag van augustus georganiseerd, in 2018 werd met die traditie gebroken. Sinds 2003 is er ook een wedstrijd voor profs bij de vrouwen. Het parcours volgt traditiegetrouw een meerdere keren af te leggen ronde door het centrum van de stad.

## Geschiedenis
De Gouden Pijl werd voor het eerst georganiseerd in 1976 op initiatief van Peter van Putten, chef-sport van de toenmalige Emmer Courant. In de beginjaren trok de Gouden Pijl veel bezoekers naar Emmen. In de jaren 90 liepen de bezoekersaantallen terug doordat Nederlandse coureurs internationaal steeds minder scoorden. Ook werd het moeilijker om mensen te werven voor de organisatie van het criterium. Als gevolg daarvan konden de edities van 1994 en 1995 niet doorgaan. In 1996 werd de wedstrijd weer verreden dankzij Emmen Promotions. Deze organisatie was ook verantwoordelijk voor de oprichting van de Stichting de Gouden Pijl in 1999.

## Lijst van winnaars

### Mannen
| jaar | winnaar                       | 2e                              | 3e                             |
| ---- | ----------------------------- | ------------------------------- | ------------------------------ |
| 2025 | Tim Merlier België            | Danny van Poppel Nederland      | Tibor del Grosso Nederland     |
| 2024 | Bauke Mollema Nederland       | Elmar Reinders Nederland        | Dylan Groenewegen Nederland    |
| 2023 | Giulio Ciccone Italië         | Fabio Jakobsen Nederland        | Elmar Reinders Nederland       |
| 2022 | Fabio Jakobsen Nederland      | Dylan Groenewegen Nederland     | Mathieu van der Poel Nederland |
| 2021 | Niet verreden                 |                                 |                                |
| 2020 | Niet verreden                 |                                 |                                |
| 2019 | Dylan Groenewegen Nederland   | Matteo Trentin Italië           | Dylan van Baarle Nederland     |
| 2018 | Tom Dumoulin Nederland        | Niki Terpstra Nederland         | Dylan Groenewegen Nederland    |
| 2017 | Bauke Mollema Nederland       | Primož Roglič Slovenië          | Ramon Sinkeldam Nederland      |
| 2016 | Andre Greipel Duitsland       | Bert-Jan Lindeman Nederland     | Bauke Mollema Nederland        |
| 2015 | John Degenkolb Duitsland      | Bauke Mollema Nederland         | Robert Gesink Nederland        |
| 2014 | Laurens ten Dam Nederland     | Rafal Majka Polen               | Lieuwe Westra Nederland        |
| 2013 | Pieter Weening Nederland      | Laurens ten Dam Nederland       | Marcel Kittel Duitsland        |
| 2012 | Luis León Sánchez Spanje      | Aleksandr Vinokoerov Kazachstan | Peter Sagan Slovenië           |
| 2011 | Alberto Contador Spanje       | Addy Engels Nederland           | Pieter Weening Nederland       |
| 2010 | Samuel Sanchez Spanje         | Lars Boom Nederland             | Cadel Evans Australië          |
| 2009 | Andy Schleck Luxemburg        | Robert Gesink Nederland         | Albert Timmer Nederland        |
| 2008 | Óscar Freire Spanje           | Steven de Jongh Nederland       | Servais Knaven Nederland       |
| 2007 | Danilo Di Luca Italië         | Karsten Kroon Nederland         | Cadel Evans Australië          |
| 2006 | Fränk Schleck Luxemburg       | Michael Boogerd Nederland       | Addy Engels Nederland          |
| 2005 | Ivan Basso Italië             | Karsten Kroon Nederland         | Bart Voskamp Nederland         |
| 2004 | Robbie McEwen Australië       | Bram de Groot Nederland         | Ivan Basso Italië              |
| 2003 | Léon van Bon Nederland        | Aleksandr Vinokoerov Kazachstan | Michael Boogerd Nederland      |
| 2002 | Michael Boogerd Nederland     | Rudie Kemna Nederland           | Léon van Bon Nederland         |
| 2001 | Stuart O'Grady Australië      | Jans Koerts Nederland           | Marc Wauters België            |
| 2000 | Erik Dekker Nederland         | Tristan Hoffman Nederland       | Michael Boogerd Nederland      |
| 1999 | Peter Van Petegem België      | Kurt Van De Wouwer België       | Erik Dekker Nederland          |
| 1998 | Servais Knaven Nederland      | Léon van Bon Nederland          | Mario Cipollini Italië         |
| 1997 | Jan Ullrich Duitsland         | Léon van Bon Nederland          | Servais Knaven Nederland       |
| 1996 | Wiebren Veenstra Nederland    | Jeroen Blijlevens Nederland     | Jan Ullrich Duitsland          |
| 1995 | Niet verreden                 |                                 |                                |
| 1994 | Niet verreden                 |                                 |                                |
| 1993 | Frans Maassen Nederland       | Wiebren Veenstra Nederland      | Gert Jakobs Nederland          |
| 1992 | Claudio Chiappucci Italië     | Rob Harmeling Nederland         | Miguel Indurain Spanje         |
| 1991 | Gert-Jan Theunisse Nederland  | Olaf Ludwig Duitsland           | Gert Jakobs Nederland          |
| 1990 | Jelle Nijdam Nederland        | Jan Siemons Nederland           | Raúl Alcalá Mexico             |
| 1989 | Greg LeMond Verenigde Staten  | Claude Criquielion België       | Gert Jakobs Nederland          |
| 1988 | Phil Anderson Australië       | Adrie van der Poel Nederland    | Erik Breukink Nederland        |
| 1987 | Laurent Fignon Frankrijk      | Jos Lammertink Nederland        | Joop Zoetemelk Nederland       |
| 1986 | Guido Bontempi Italië         | Theo Smit Nederland             | Johan van der Velde Nederland  |
| 1985 | Seán Kelly Ierland            | Adrie van der Poel Nederland    | Nico Verhoeven Nederland       |
| 1984 | Gerard Veldscholten Nederland | Leo van Vliet Nederland         | Greg LeMond Verenigde Staten   |
| 1983 | Peter Winnen Nederland        | Lucien Van Impe België          | Gerard Veldscholten Nederland  |
| 1982 | Leo van Vliet Nederland       | Gregor Braun Duitsland          | Jos Lammertink Nederland       |
| 1981 | Jan Raas Nederland            | Jos Lammertink Nederland        | Walter Planckaert België       |
| 1980 | Joop Zoetemelk Nederland      | Michel Pollentier België        | Rudy Pevenage België           |
| 1979 | Hennie Kuiper Nederland       | Géry Verlinden België           | Walter Godefroot België        |
| 1978 | Gerrie Knetemann Nederland    | Marc Demeyer België             | Jan Raas Nederland             |
| 1977 | Michel Pollentier België      | Wilfried Wesemael België        | Gerard Vianen Nederland        |
| 1976 | Gerben Karstens Nederland     | Albert Hulzebosch Nederland     | José De Cauwer België          |

### Vrouwen
| jaar | winnaar                    | 2e                            | 3e                           |
| ---- | -------------------------- | ----------------------------- | ---------------------------- |
| 2025 | Nienke Veenhoven Nederland | Nina Kessler Nederland        | Ellen van Dijk Nederland     |
| 2024 | Mischa Bredewold Nederland | Marianne Vos Nederland        | Nina Kessler Nederland       |
| 2023 | Anneke Dijkstra Nederland  | Femke Beuling Nederland       | Arianna Pruisscher Nederland |
| 2022 | Lonneke Uneken Nederland   | Arianna Pruisscher Nederland  | Femke Beuling Nederland      |
| 2021 | Niet verreden              |                               |                              |
| 2020 | Niet verreden              |                               |                              |
| 2019 | Ellen van Dijk Nederland   | Roxane Knetemann Nederland    | Nicole Steigenga Nederland   |
| 2018 | Nina Kessler Nederland     | Natalie van Gogh Nederland    | Moniek Tenniglo Nederland    |
| 2017 | Anouska Koster Nederland   | Julia Soek Nederland          | Nina Kessler Nederland       |
| 2016 | Lucinda Brand Nederland    | Anouska Koster Nederland      | Danique Braam Nederland      |
| 2015 | Moniek Tenniglo Nederland  | Saskia Oomen Nederland        | Marije Joling Nederland      |
| 2014 | Roxane Knetemann Nederland | Marianne Vos Nederland        | Lucinda Brand Nederland      |
| 2013 | Marianne Vos Nederland     | Ellen van Dijk Nederland      | Lucinda Brand Nederland      |
| 2012 | Marianne Vos Nederland     | Iris Slappendel Nederland     | Roxane Knetemann Nederland   |
| 2011 | Janneke Ensing Nederland   | Andrea Bosman Nederland       | Roxane Knetemann Nederland   |
| 2010 | Andrea Bosman Nederland    | Janneke Ensing Nederland      | Arenda Grimberg Nederland    |
| 2009 | Loes Gunnewijk Nederland   | Janneke Ensing Nederland      | Arenda Grimberg Nederland    |
| 2008 | Loes Gunnewijk Nederland   | Lucinda Brand Nederland       | Ellen van Dijk Nederland     |
| 2007 | Christine Mos Nederland    | Josephine Groenveld Nederland | Marianne Vos Nederland       |
| 2006 | Suzanne de Goede Nederland | Marianne Vos Nederland        | Sissy van Alebeek Nederland  |
| 2005 | Suzanne de Goede Nederland | Bertine Spijkerman Nederland  | Christine Mos Nederland      |
| 2004 | Chantal Beltman Nederland  | Christine Mos Nederland       | Renate Groenewold Nederland  |
| 2003 | Chantal Beltman Nederland  | Josephine Groenveld Nederland | Vera Koedooder Nederland     |

## Peter van Puttenprijs
| jaar | winnaar              | land |
| ---- | -------------------- | ---- |
| 2025 | ?                    |      |
| 2024 | Marijn van den Berg  | NED  |
| 2023 | Pascal Eenkhoorn     | NED  |
| 2022 | Mathieu van der Poel | NED  |
| 2021 | -                    | NED  |
| 2020 | -                    | NED  |
| 2019 | Giulio Ciccone       | ITA  |
| 2018 | Bauke Mollema        | NED  |
| 2017 | Bertjan Lindeman     | NED  |
| 2016 | Tom Jelte Slagter    | NED  |
| 2015 | Wout Poels           | NED  |
| 2014 | Pieter Weening       | NED  |
| 2013 | Bauke Mollema        | NED  |
| 2012 | Aleksandr Vinokoerov | KAZ  |
| 2011 | Samuel Sanchez       | ESP  |
| 2010 | Ivan Basso           | ITA  |
| 2009 | Alberto Contador     | ESP  |
| 2008 | Andy Schleck         | LUX  |
| 2007 | Michael Boogerd      | NED  |
| 2006 | Servais Knaven       | NED  |
| 2005 | Bram Tankink         | NED  |
| 2004 | Addy Engels          | NED  |
| 2003 | Rudie Kemna          | NED  |
| 2002 | Erik Dekker          | NED  |